# ناثانيل غرين تايلور
ناثانيل غرين تايلور (بالإنجليزية: Nathaniel Green Taylor)‏ هو محامي وسياسي أمريكي، ولد في 29 ديسمبر 1819 بمقاطعة كارتر في الولايات المتحدة، وتوفي في 1 أبريل 1887. حزبياً، نشط في حزب اليمين. وقد انتخب عضو مجلس النواب الأمريكي.